# Phyllodrepa melanocephala
Phyllodrepa melanocephala är en skalbaggsart som först beskrevs av Fabricius 1787.  Phyllodrepa melanocephala ingår i släktet Phyllodrepa, och familjen kortvingar. Arten är reproducerande i Sverige.